# 索姆雷库尔
索姆雷库尔（法語：Sommerécourt，法語發音：[sɔmʁekuʁ]）是法国上马恩省的一个市镇，位于该省东部，属于肖蒙区。

## 地理
索姆雷库尔（48°13'33"N, 5°39'38"E）面积7.66 平方千米，位于法国大東部大區上马恩省，该省份为法国东北部内陆省份，北起马恩省和默兹省，西接奥布省，西南接科多尔省，东南接上索恩省，东临孚日省。
与索姆雷库尔接壤的市镇（或旧市镇、城区）包括：萨尔特、乌特勒梅库尔、沃德勒库尔、默兹河和穆宗河间布尔蒙。

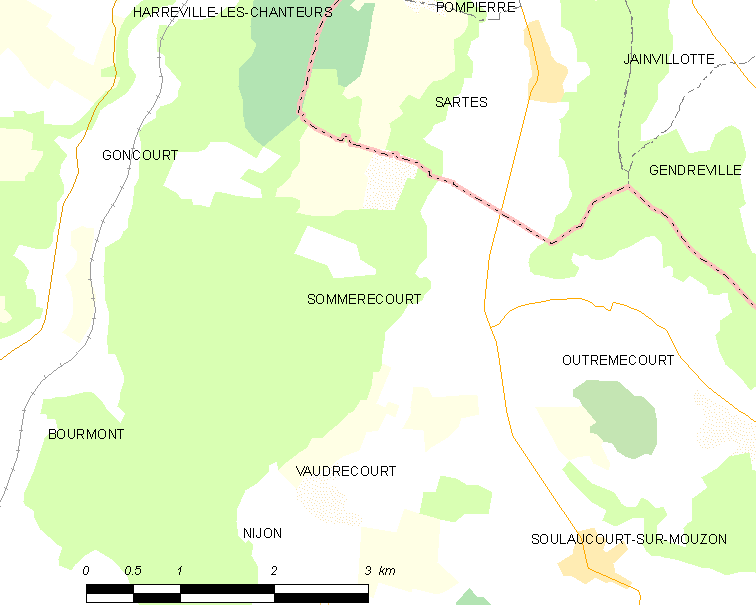
索姆雷库尔的OSM定位图

索姆雷库尔的时区为UTC+01:00、UTC+02:00（夏令时）。

## 行政
索姆雷库尔的邮政编码为52150，INSEE市镇编码为52476。

## 政治
索姆雷库尔所属的省级选区为普瓦松县。

## 人口

1962-2008年间索姆雷库尔人口变化图示

索姆雷库尔于2022年1月1日时的人口数量为77人。